# Kalam
Kalam (arabiska علم الكلام, ord eller samtal) är den del av islamisk teologi som i argumenteringen använde rationella argument med början under den tidiga abbasidiska perioden. Kalam kan definieras som vetenskapen som studerar de grundläggande doktrinerna för islamisk tro, bevisar deras giltighet och motbevisar alla tvivel angående dem.
Kalam växte fram som en reaktion på den debatt som utvecklades i tidig islamisk sociopolitisk miljö. Diskussionen handlade om till exempel kharijiternas brytning med Ali ibn Abi Talib, meningsskiljaktigheterna mellan kristna och muslimer, samt den grekiska filosofins inflytande under den abbasidiska perioden. Under abbasidernas tid utvecklades den teologiska vetenskapen till en islamisk disciplin. Hunayn Ibn Ishaq (d 873), blev den första kalamforskaren anställd av Bayt al-hikma, vishetens hus, en översättarinstitution i Bagdad, centrum för lärdom under den abbasidiska perioden.
Kalam som litterär genre, består av texter i vilka motstridiga argument lyfts fram och diskuteras i form av två olika argumentstilar. Den första är av mer defensiv karaktär, enkelt formulerad som om du säger, säger vi, medan den andra mer utvecklade metoden följer ett strängt argumenteringsmönster. En opponent ställs inför ett teologiskt dilemma genom att bli erbjuden två möjliga lösningar, vilka oavsett opponentens svar ställer denna inför en motsägelse eller motargument. Viktigt att notera är dock att de argument som lyfts fram kan vara modifierade till författarens fördel, då författaren hade sista ordet. De centrala teologiska frågorna rörde relationen mellan tro och intention, Gud och Koranen, samt problematiken kring Guds förutvetande och människans fria vilja.